# Песчаница (Житомирская область)
Песча́ница (укр. Піщаниця) — село на Украине, основано в 1841 году, находится в Овручском районе Житомирской области.
Код КОАТУУ — 1824285801. Население по переписи 2001 года составляет 734 человека. Почтовый индекс — 11133. Телефонный код — 4148. Занимает площадь 0,242 км².

## Адрес местного совета
11133, Житомирская область, Овручский р-н, с. Песчаница, ул. Сергея Базильчука, 1